# Sauron fissocornis
Sauron fissocornis är en spindelart som beskrevs av Kirill Yeskov 1995. Sauron fissocornis ingår i släktet Sauron och familjen täckvävarspindlar. Inga underarter finns listade i Catalogue of Life.